# Château de Flint
Le château de Flint, situé à Flint, dans le Flintshire, est un des premiers d’une série de châteaux construits durant la campagne de conquête du pays de Galles menée par Édouard Ier d'Angleterre.

## Construction
Les travaux de constructions du château de Flint débutèrent en 1277 et durèrent sept ans. Le château et les fondations nécessitèrent la participation de 1 800 ouvriers et maçons, qui utilisèrent des pierres de taille en grès. Le château a été en grande partie construit sous les ordres du maître maçon savoyard Jacques de Saint-Georges qui s’occupait à la fois des châteaux de Flint et de Rhuddlan pour Édouard Ier.
Le château a une cour intérieure et une cour extérieure, séparée par des douves et connecté par un pont-levis. Un petit village se tient à l’extérieur. À l’intérieur des douves se trouvent trois tours et un donjon.
Flint, situé sur la rive ouest de l’estuaire de la Dee, peut-être approvisionné par la mer. Son port est protégé par un mur. Le château fait face à la rive anglaise et au château de Shotwick (en) en Angleterre.

## Aspect du château
Le château est inspiré des modèles médiévaux français ou savoyards, avec une des tours plus larges et isolées. Cette structure indépendante sert de tour et de donjon, comme c’est le cas au château de Dourdan. Le donjon de Flint a été comparé à celui d’Aigues-Mortes. Le roi Édouard Ier connaissait Aigues-Mortes pour y être passé avant d’embarquer pour la huitième croisade en 1270.
Le donjon est une structure impressionnante. Ses murs de pierre font 7 mètres d’épaisseur à la base et 5 mètres en haut. On y a accès par le pont-levis qui donne sur une pièce centrale au rez-de-chaussée. À l’origine il devait y avoir au moins un étage supplémentaire. Ces étages ont de petites pièces bâties à l’intérieur des murs. En 1301, une galerie en bois est construite au sommet du donjon lors de la visite du prince de Galles.
Flint a un style unique dans les îles Britanniques.

## Histoire

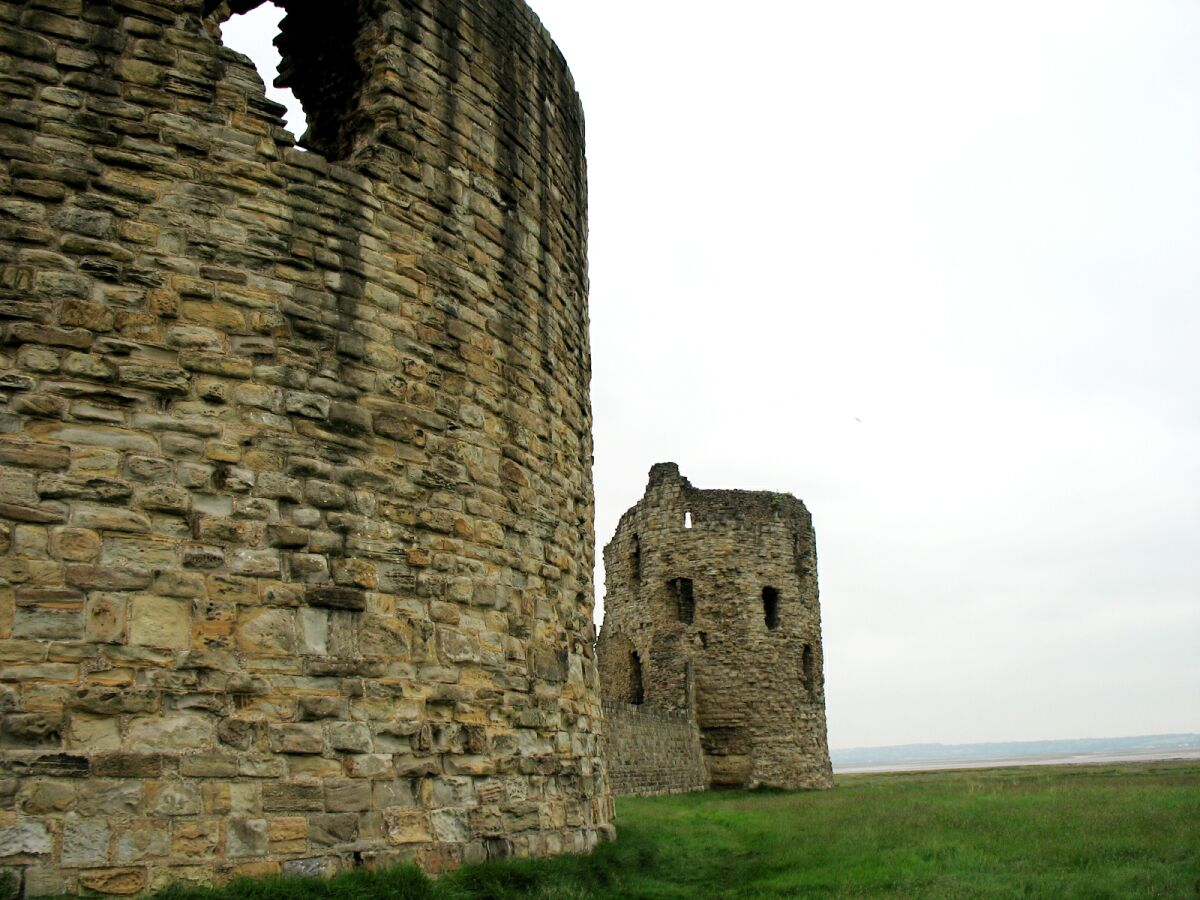
Le donjon massif et une tour.

Flint est le premier château de ce qui forme plus tard « l’anneau de fer » d’Édouard Ier. Cette chaîne de forteresses encercle le Nord du pays de Galles et oppresse les Gallois. Sa construction débute immédiatement après qu’Édouard se lance dans les premières guerres du pays de Galles en 1277.
Cinq ans plus tard, les forces de Dafydd ap Gruffydd, frère de Llywelyn le Dernier, assiègent le château au cours d’une révolte face à la couronne anglaise. En 1294 Flint est attaqué une nouvelle fois au cours de la révolte de Madog ap Llywelyn. Cette fois le connétable du château est forcé d’y mettre le feu pour éviter qu’il ne tombe aux mains de l’ennemi. Il est plus tard réparé et en partie reconstruit.
À la fin des guerres galloises, les colons anglais et marchands se voient offrir des propriétés dans la nouvelle ville située juste à côté du château. La ville est entourée d’une palissade en bois, et on peut encore en imaginer les contours dans le tracé actuel des rues.
En 1399, Richard II d'Angleterre est gardé un moment à Flint par Henri Bolingbroke, avant qu’il ne retourne à Londres.
Au cours de la guerre civile anglaise, le château de Flint est tenu par les royalistes. Il est finalement capturé par les parlementaires en 1647 après trois mois de siège. Pour prévenir son intervention dans le conflit, le château est rasé sur l’ordre d’Oliver Cromwell. Les ruines sont ce qu’il nous reste aujourd’hui.

## Galerie

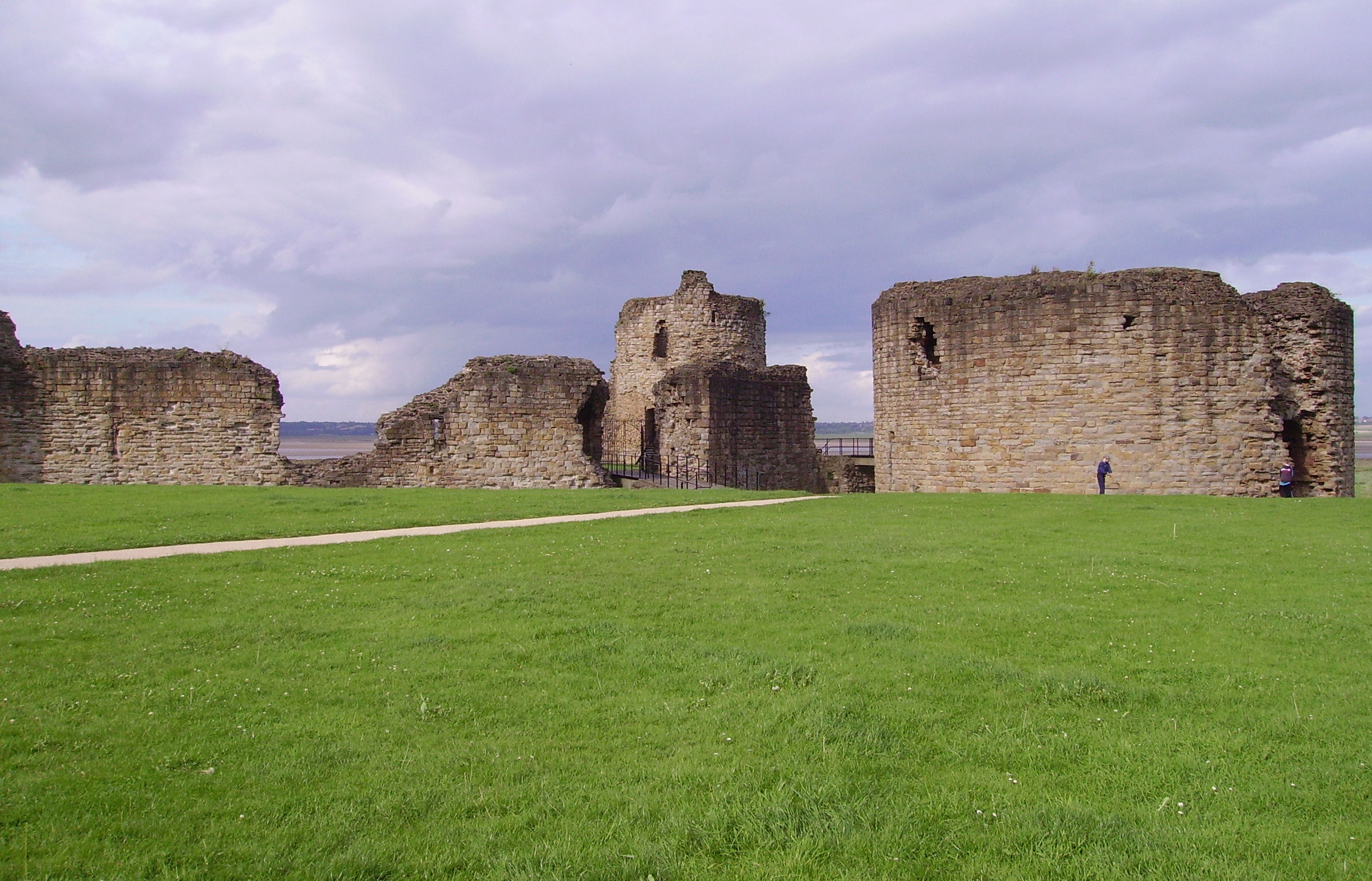
Le château de Flint avec son donjon (à droite).
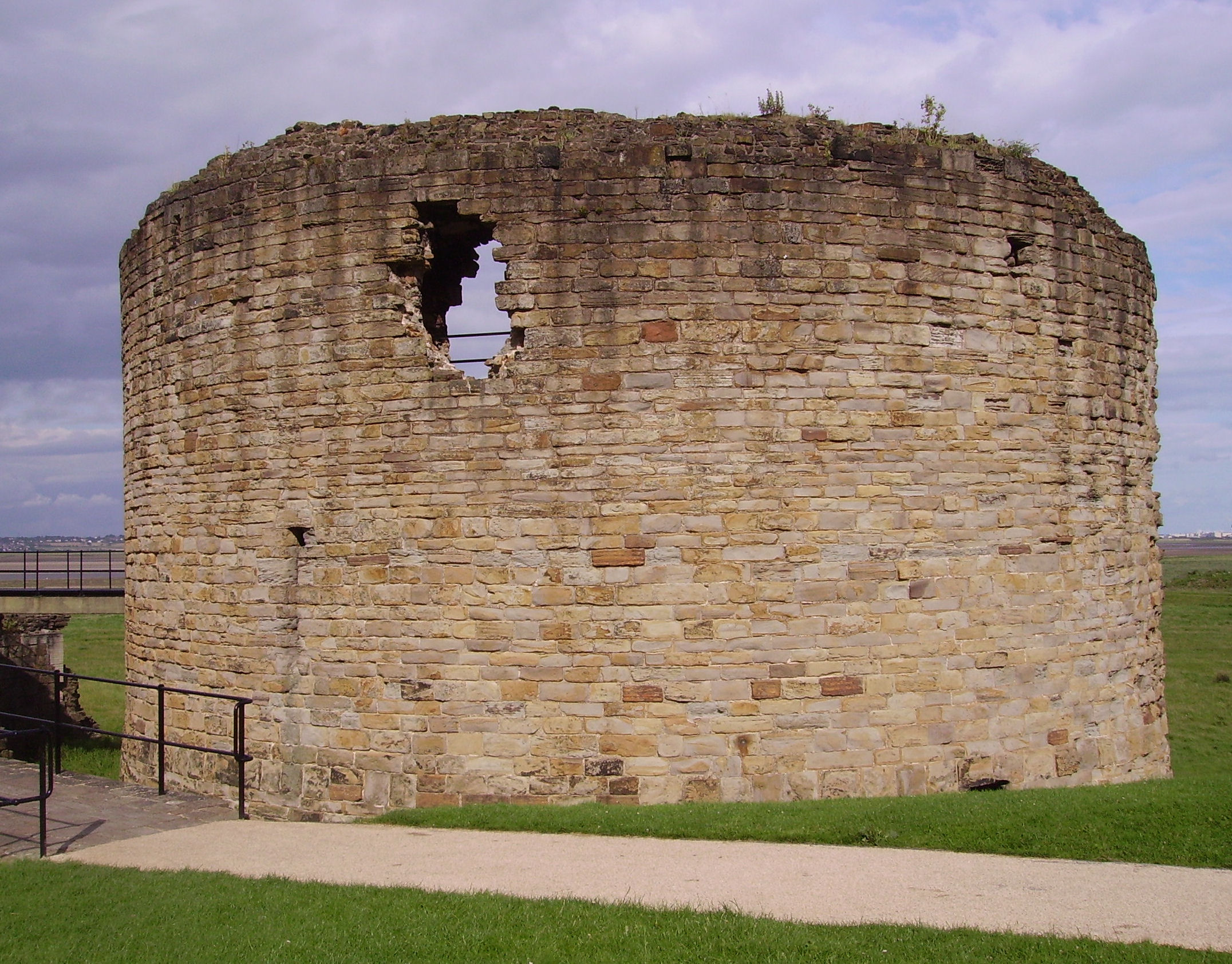
Donjon de pierre derrière l'entrée du château.
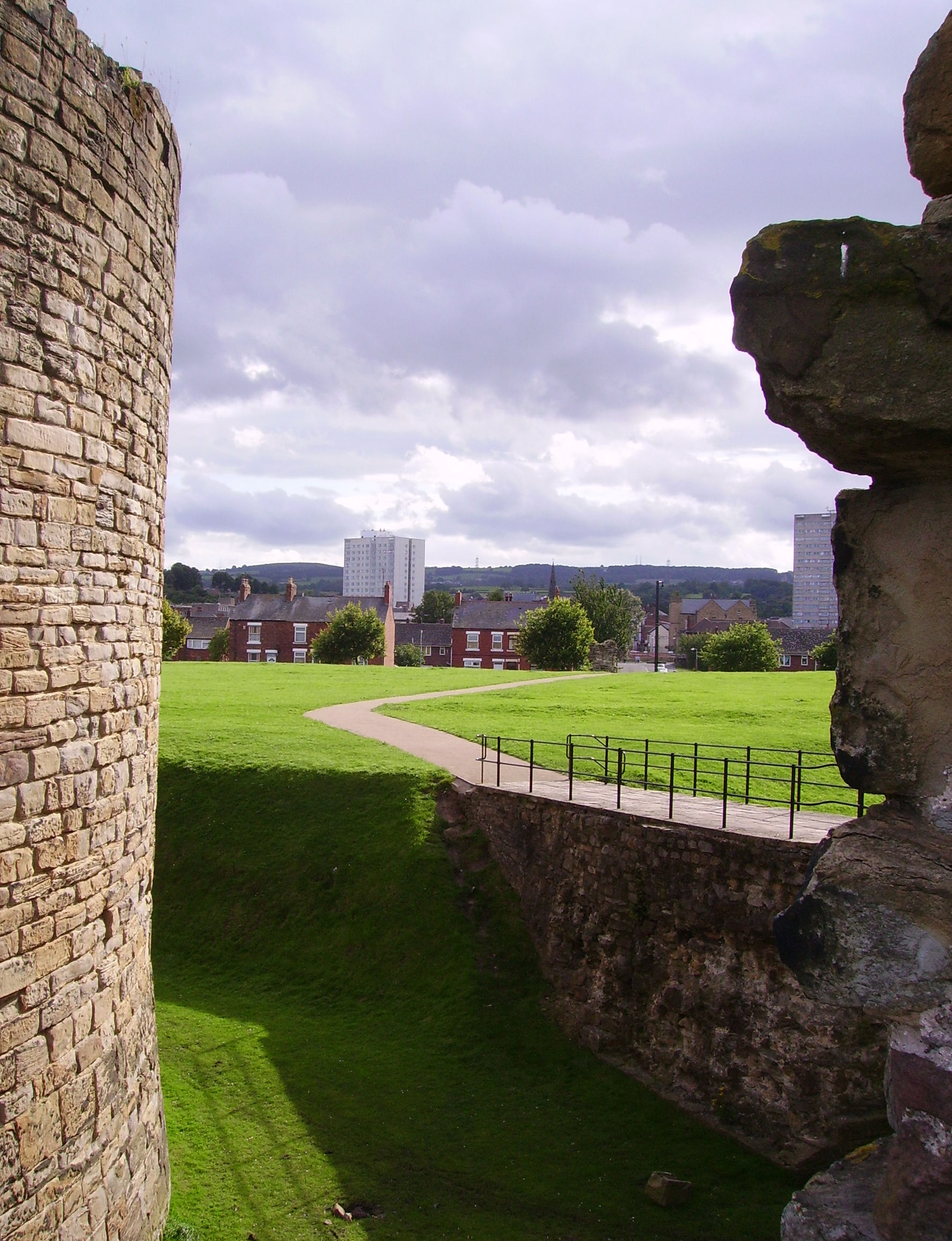
Vue par-dessus les douves.
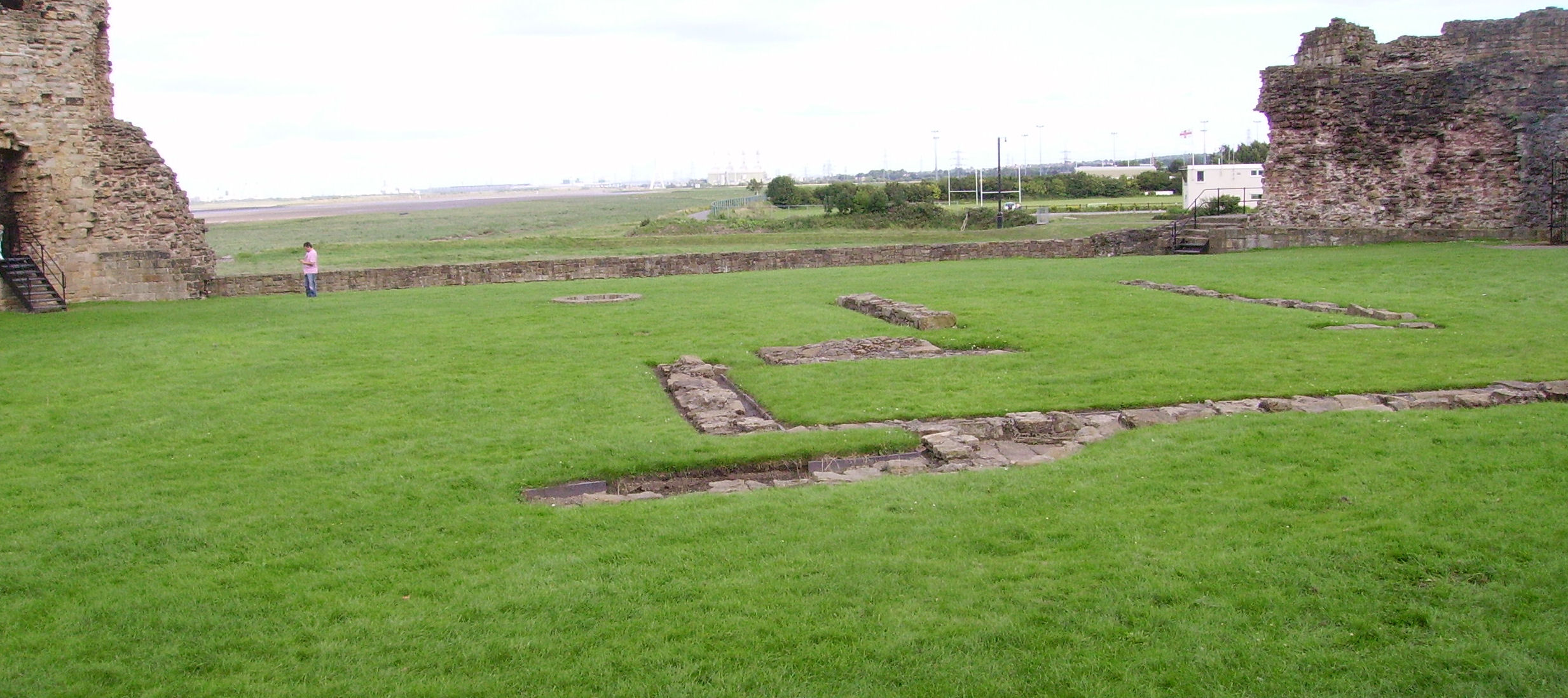
Fondations du château dans la cour intérieure.
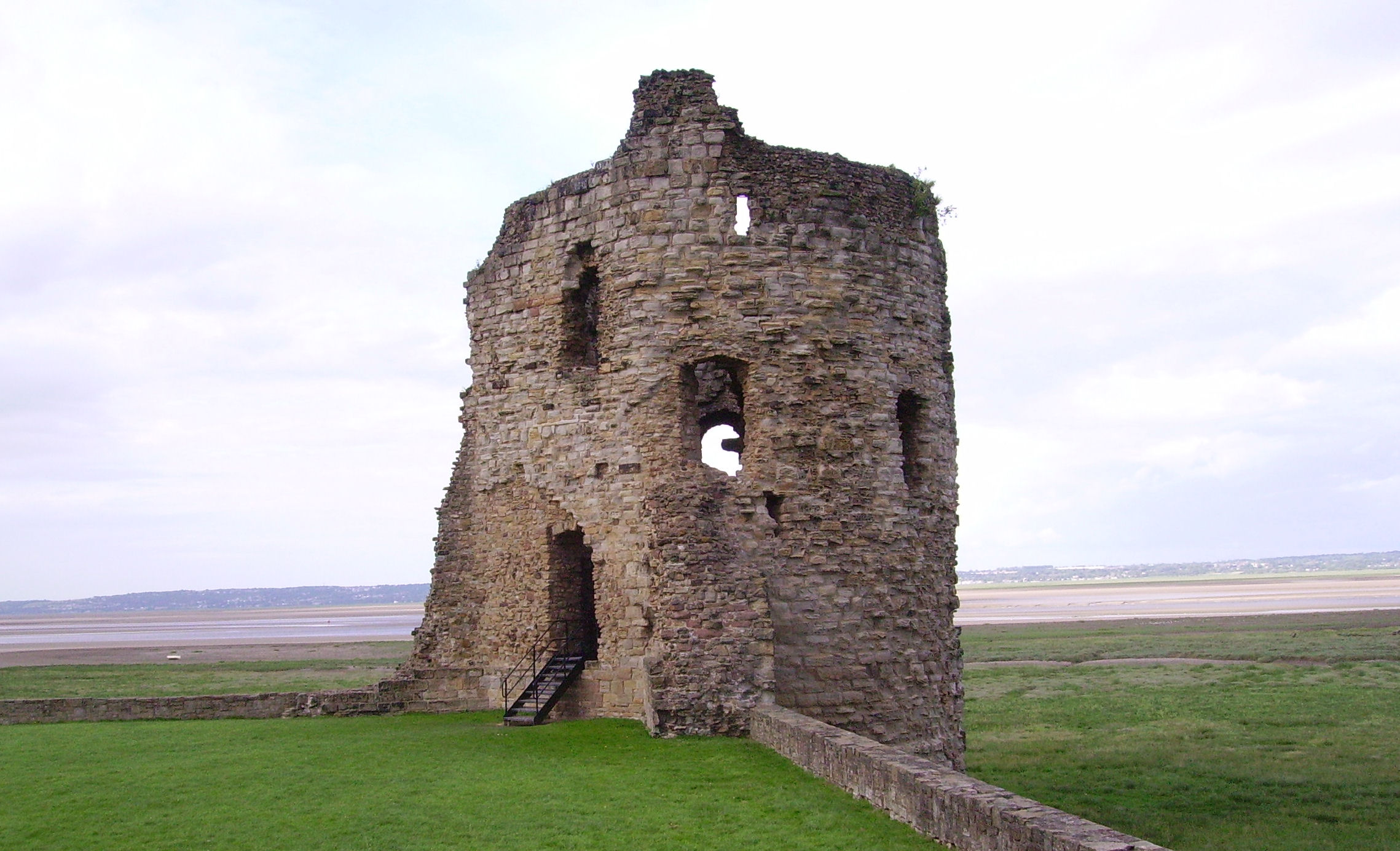
Tour est avec la rivière Dee en fond.
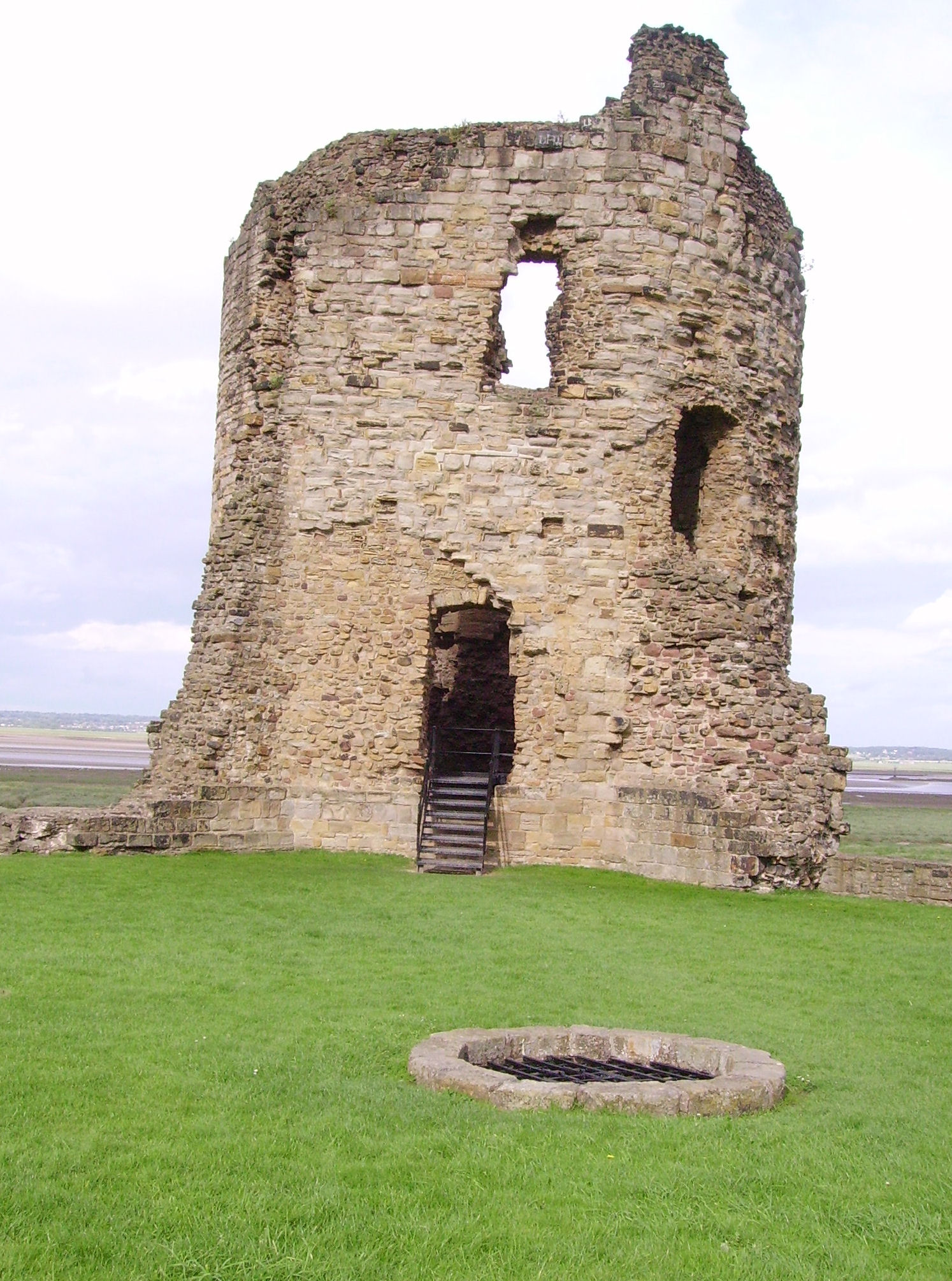
Le puits du château et une tour.
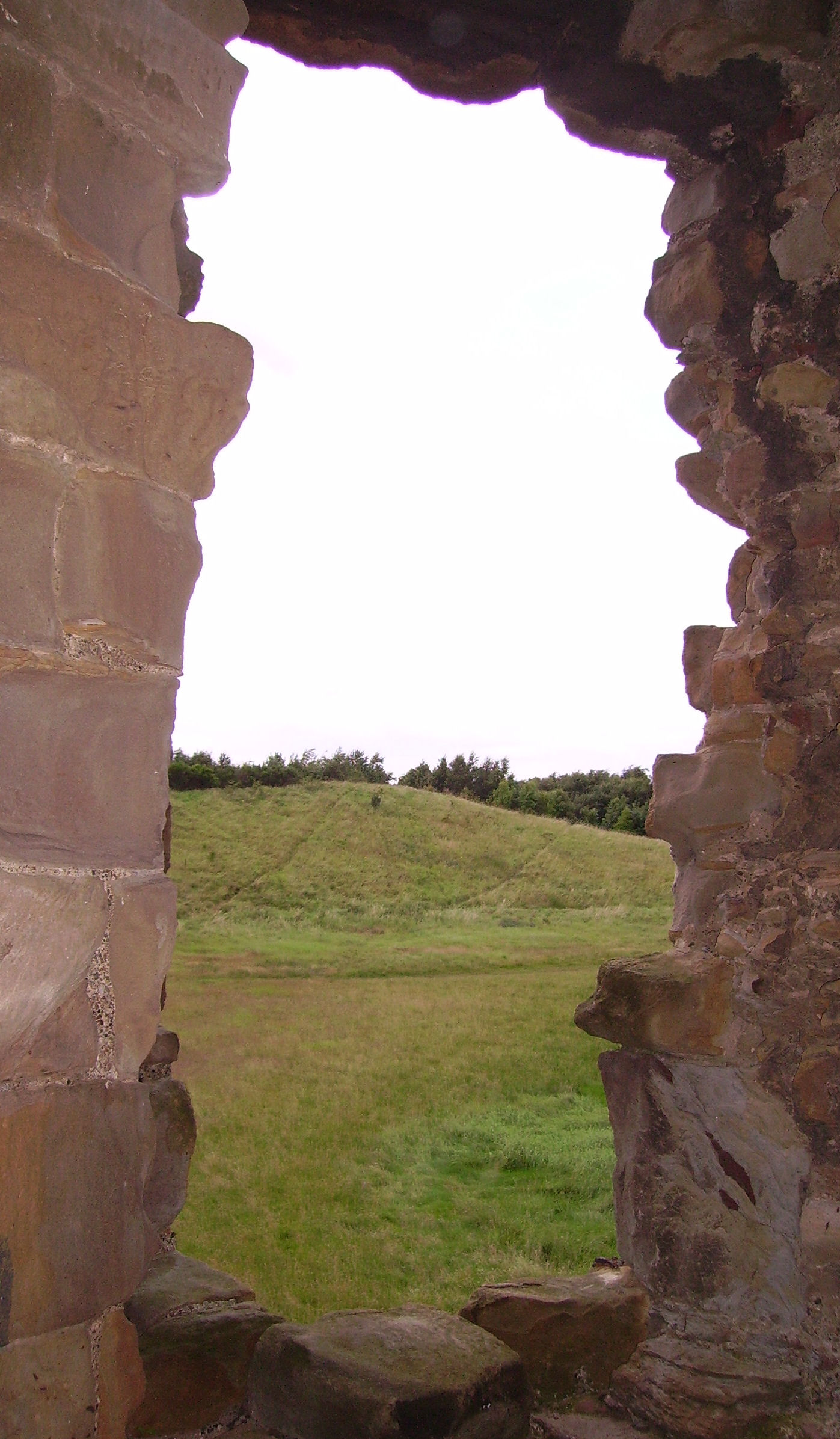
Meurtrière défendant le côté nord du château.